# Dua Libro
Druga książka (eo. Dua Libro de l’Lingvo Internacia) – druga opublikowana książka opisująca międzynarodowy język esperanto, który ówcześnie nosił nazwę Lingvo Internacia, i pierwsza książka napisana w całości w esperanto. Wydał ją w Warszawie w styczniu 1888 r. dr Ludwik Zamenhof, wkrótce po opublikowaniu Unua Libro.
Dua Libro miała pierwotnie zostać opublikowana w sześciu zeszytach w 1888 roku, ukazując się w odstępach około dwóch miesięcy. Wydając książkę, Zamenhof zamierzał ustosunkować się do pytań zadawanych przez użytkowników esperanta, w tym do różnych propozycji reform języka. Książka miała zawierać też teksty w esperanto. Kolejne zeszyty miały zawierać odpowiedzi na pytania i sugestie napływające do Zamenhofa w ciągu roku, po tym czasie Zamenhof miał przekazać swój projekt nieokreślonej instytucji, która zajmowałaby się problemami językowymi esperanta. W tym samym czasie sprawą języka międzynarodowego zajmowało się Amerykańskie Towarzystwo Filozoficzne (The American Philosophical Society) z Filadelfii. Towarzystwo to, po otrzymaniu egzemplarza Unua Libro, wydało pozytywną opinię dla języka esperanto. Zamenhof uznał stanowisko Amerykańskiego Towarzystwa Filozoficznego za sukces i jednocześnie doszedł do wniosku, że w tej sytuacji nie ma potrzeby wydawania kolejnych zeszytów Dua Libro.
Zamiast kolejnych zeszytów Zamenhof wydał Dodatek do Księgi Drugiej (eo. Aldono al la Dua Libro de l’Lingvo Internacia). Jedyną zmianą, jakiej dokonał w języku w 1888 r., była pisownia korelatów czasu (ĉian-ian-kian-tian-nenian) z ich współczesną formą (ĉiam-iam-kiam-tiam-neniam).
Druga książka składa się z wstępu, dwóch części z odpowiedziami na krytyczne pytania i uwagi dotyczące esperanta oraz części trzeciej, która zawiera przykłady zdań wyjaśniających reguły gramatyczne, tłumaczenie baśni Cień Hansa Christiana Andersena, piętnaście przysłów i tłumaczenia pieśni Gaudeamus igitur oraz Pieśni XLV  z cyklu Powrót poety Heinricha Heinego (pol.: Do piersi mojej zbolałej…).